# Discografie van Against Me!
| Discografie van Against Me! | Discografie van Against Me! |
| --------------------------- | --------------------------- |
| Studioalbums                | 7                           |
| Livealbums                  | 2                           |
| Ep's                        | 4                           |
| Singles                     | 15                          |
| Demoalbums                  | 5                           |
| Videoalbums                 | 2                           |
| Videoclips                  | 19                          |

De discografie van Against Me!, een Amerikaanse punkband die opgericht is in 1997, bestaat uit zevens studioalbums, vier ep's, twee livealbums, vijftien singles, vijf demo's en twee videoalbums. De band heeft tevens negentien videoclips gemaakt. De band heeft voornamelijk muziek bij de labels Fat Wreck Chords en Sire Records uitgegeven. Ook heeft de band sinds 2005 een eigen label genaamd Total Treble Music, waar ook albums en singles onder zijn uitgegeven.

## Studioalbums
| Jaar | Titel                               | Formaat          | Label              |
| ---- | ----------------------------------- | ---------------- | ------------------ |
| 2002 | Against Me! Is Reinventing Axl Rose | cd, lp, cassette | No Idea Records    |
| 2003 | Against Me! as the Eternal Cowboy   | cd, lp           | Fat Wreck Chords   |
| 2005 | Searching for a Former Clarity      | cd, lp           | Fat Wreck Chords   |
| 2007 | New Wave                            | cd, lp           | Sire Records       |
| 2010 | White Crosses                       | cd, lp           | Sire Records       |
| 2014 | Transgender Dysphoria Blues         | cd, lp           | Total Treble Music |
| 2016 | Shape Shift with Me                 | cd, lp           | Total Treble Music |

## Livealbums
| Jaar | Titel                                               | Formaat | Label              |
| ---- | --------------------------------------------------- | ------- | ------------------ |
| 2006 | Americans Abroad!!! Against Me!!! Live in London!!! | cd, lp  | Fat Wreck Chords   |
| 2015 | 23 Live Sex Acts                                    | cd, lp  | Total Treble Music |

## Ep's
| Jaar | Titel                            | Formaat        | Label             |
| ---- | -------------------------------- | -------------- | ----------------- |
| 2000 | Against Me!                      | ep             | Crasshole Records |
| 2001 | Crime as Forgiven by Against Me! | cd, ep         | Sabot Productions |
| 2001 | Against Me!                      | cd, ep         | Sabot Productions |
| 2008 | New Wave B-Sides                 | muziekdownload | Sire Records      |

## Singles
| Jaar | Titel                                         | Album                             |
| ---- | --------------------------------------------- | --------------------------------- |
| 2002 | "The Disco Before the Breakdown"              |                                   |
| 2004 | "Cavalier Eternal"                            | Against Me! as the Eternal Cowboy |
| 2005 | "Sink, Florida, Sink"                         | Against Me! as the Eternal Cowboy |
| 2005 | "Don't Lose Touch"                            | Searching for a Former Clarity    |
| 2006 | "From Her Lips to God's Ears (The Energizer)" | Searching for a Former Clarity    |
| 2007 | "White People for Peace"                      | New Wave                          |
| 2007 | "Thrash Unreal"                               | New Wave                          |
| 2008 | "Stop!"                                       | New Wave                          |
| 2008 | "New Wave"                                    | New Wave                          |
| 2010 | "I Was a Teenage Anarchist"                   | White Crosses                     |
| 2010 | "High Pressure Low"                           | White Crosses                     |
| 2011 | "Russian Spies / Occult Enemies"              |                                   |
| 2013 | "True Trans"                                  | Transgender Dysphoria Blues       |
| 2014 | "Unconditional Love"                          | Transgender Dysphoria Blues       |
| 2015 | "Osama bin Laden as the Crucified Christ"     | Transgender Dysphoria Blues       |

## Demoalbums
| Jaar | Titel               | Formaat  | Label               |
| ---- | ------------------- | -------- | ------------------- |
| 1997 | Against Me!         | cassette | eigen beheer        |
| 1998 | Vivida Vis!         | cassette | Misanthrope Records |
| 2009 | The Original Cowboy | lp, cd   | Fat Wreck Chords    |
| 2011 | Total Clarity       | lp, cd   | Fat Wreck Chords    |
| 2011 | Black Crosses       | lp, cd   | Total Treble Music  |

## Videoalbums
| Jaar | Titel                  | Formaat | Label            |
| ---- | ---------------------- | ------- | ---------------- |
| 2004 | We're Never Going Home | dvd     | Fat Wreck Chords |
| 2007 | Live at the Key Club   | dvd     | Sire Records     |

## Videoclips
| Jaar | Titel                                               | Album                             | Videoclipregisseur  |
| ---- | --------------------------------------------------- | --------------------------------- | ------------------- |
| 2003 | "Turn Those Clapping Hands Into Angry Balled Fists" | Against Me! as the Eternal Cowboy |                     |
| 2005 | "Don't Lose Touch"                                  | Searching for a Former Clarity    | Philip Andelman     |
| 2006 | "From Her Lips to God's Ears (The Energizer)"       | Searching for a Former Clarity    | AAB                 |
| 2006 | "Problems"                                          | Searching for a Former Clarity    | Blair Young         |
| 2007 | "White People for Peace"                            | New Wave                          | Adam Egypt Mortimer |
| 2007 | "Thrash Unreal"                                     | New Wave                          | Adam Egypt Mortimer |
| 2008 | "Stop!"                                             | New Wave                          | Marc Klasfeld       |
| 2008 | "New Wave"                                          | New Wave                          | Justin Staggs       |
| 2008 | "Borne on the FM Waves of the Heart"                | New Wave                          |                     |
| 2010 | "Rapid Decompression"                               | White Crosses                     | Vern Moen           |
| 2010 | "I Was a Teenage Anarchist"                         | White Crosses                     | Marc Klasfeld       |
| 2011 | "Spanish Moss"                                      | White Crosses                     | Andrew Seward       |
| 2011 | "Because of the Shame"                              | White Crosses                     | Jason Thrasher      |
| 2014 | "FUCKMYLIFE666"                                     | Transgender Dysphoria Blues       | Joshua Mikel        |
| 2014 | "Black Me Out"                                      | Transgender Dysphoria Blues       | Joshua Mikel        |
| 2014 | "Drinking with the Jocks"                           | Transgender Dysphoria Blues       | Steak Mtn           |
| 2015 | "True Trans Soul Rebel"                             | Transgender Dysphoria Blues       | Steak Mtn           |
| 2015 | "Cliché Guevara" (live)                             | 23 Live Sex Acts                  | Steak Mtn           |
| 2016 | "Crash"                                             | Shape Shift with Me               | Jason Thrasher      |
| 2016 | "333"                                               | Shape Shift with Me               | Ione Skye           |